# Jules Thiriet
Pour les articles homonymes, voir Thiriet.
Jules Thiriet, né le 30 mars 1906 à Obreck dans le département de la Moselle et mort le 6 janvier 1984 à Nancy dans le département de Meurthe-et-Moselle, est un homme politique et député français.

## Biographie
Issu d'une famille paysanne, Jules Thiriet reprend la ferme familiale en 1925. C'est en 1934 qu'il entame une carrière politique, en étant élu conseiller d'arrondissement en Moselle.
Mobilisé en 1939, affecté sur la ligne Maginot, il fait partie des expulsés de 1940. Il s'installe alors dans les Alpes-Maritimes, où il dirige une exploitation agricole.
À partir de 1942, il s'engage dans la résistance, et à la fin de la seconde guerre mondiale, est agent de renseignement pour les troupes américaines débarquées en Provence.
En novembre 1944, il est chargé de mission pour le ministère de l'Agriculture et a la charge de la réorganisation agricole de la Moselle. Il s'engage aussi dans le syndicalisme agricole, et préside les syndicats et coopératives pour la reconstruction de la Moselle, affiliés à la Confédération générale agricole, jusqu'en 1960.
Revenu à Obreck, sa commune natale, il en est élu maire en 1945, puis conseiller général de la Moselle dans la foulée.
En octobre 1945, il figure en troisième position sur la liste du MRP conduite par Robert Schuman pour l'élection de la première assemblée constituante, et est élu député. Il est ensuite réélu en juin et novembre 1946.
Après des hésitations, il finit par rompre avec le MRP en janvier 1949 et rejoint le Rassemblement du peuple français. Sa motivation principale est son désaccord avec la stratégie de « troisième force » dont le MRP constitue l'épine dorsale.
En 1951, c'est donc avec l'étiquette gaulliste qu'il se représente aux législatives, en troisième position sur la liste menée par Raymond Mondon, qui obtient un résultat très élevé (43,9 %), inattendu, ce qui lui permet de conserver son siège.
Après la mise en sommeil du RPF, il siège au sein de l'Action républicaine et sociale, avant de rejoindre le CNI, tout comme Raymond Mondon. En 1956, il figure en deuxième position sur la liste que celui-ci mène au nom des indépendants, apparentée à celle du MRP, et conserve son siège de député.
À l'assemblée, il est essentiellement actif sur les questions liées à la reconstruction, et notamment aux réparations des dommages de guerre. Il se prononce notamment pour que la reconstruction se fasse dans une logique de modernisation plutôt que de reproduction à l'identique.
Au contraire de nombre de députés alsaciens et mosellans, il n'est pas pour une politique du « pardon ». Il s'oppose ainsi à la réintroduction de l'enseignement obligatoire de l'allemand dans les écoles, ou contre une amnistie des participants français enrôlés dans la Wafen SS au massacre d'Oradour.
S'il ne conserve pas son mandat parlementaire après 1958, il poursuit sa carrière politique locale : il est conseiller général jusqu'en 1972, et maire jusqu'en 1978.